# مباهته
مباهته یک اصطلاح در فقه امامیه است که برگرفته از یک حدیث نبوی نقل‌شده در کتاب اصول کافی است، که دربارهٔ نحوه مواجهه مسلمانان با دشمنان دین بحث می‌کند. این حدیث به لحاظ سندیت، یک حدیث صحیح محسوب می‌شود که بر اساس آن نظریات فقهی مختلفی از سوی فقهای مسلمان ارایه شده است.

## منبع
مستند مباهته بر پایه روایتی از محمّد بن عبداللّه  است:
«إذا رَأَیتُم أهلَ الرَّیبِ وَ البِدَعِ مِن بَعدی ، فَأَظهِرُوا البَراءَةَ مِنهُم وَ أَكثِروا مِن سَبِّهِم وَ القَولِ فیهِم وَ الوَقیعَةِ وَ باهِتوهُم كَی لا یطمَعوا فِی الفَسادِ فِی الإِسلامِ وَ یحذَرَهُمُ النّاسُ وَ لا یتَعَلَّمونَ مِن بِدَعِهِم، یكتُبِ اللّهُ لَكُم بِذلِكَ الحَسَناتِ وَ یرفَع لَكُم بِهِ الدَّرَجاتِ فِی الآخِرَةِ.»
که محمدی ری‌شهری اینطور ترجمه و تفسیر می‌کند:
«پس از من، هر گاه شكّاكان و بدعتگذاران را دیدید، از آنان بیزاری نشان دهید و بسیار به آنان ناسزا گویید و در باره‌شان بدگویی و افشاگری كنید و آنان را مبهوت [ و محكوم ] سازید تا به تباه كردن اسلام، طمع نكنند و مردم از آنها بر حذر باشند و از بدعت‌هایشان چیزی نیاموزند. برای این كار، خداوند برایتان ثواب‌ها می‌نویسد و در آخرت بر درجات شما می‌افزاید.»

## تفاسیر
تردید در معنای یک واژه (به عربی: باهِتوهُم)، منجر به بروز اختلاف نظر میان فقها شده و نظریه های مختلفی در مورد آن وجود دارد: 
 نظریه اول: 
 برخی از فقها آن را به معنای «مبهوت‌کردن از راه ارائه استدلال محکم» در نظر گرفته‌اند. 
نظریه دوم: 
عده دیگری از فقها قائل به این هستند که این حدیث صدور جواز «بهتان» است.

نظریه سوم: 
برخی دیگر، از جمله بعضی از متأخّرین و برخی از عناصر نظام جمهوری اسلامی هوادارانی دارد، و استفاده از آن در دوران معاصر موجب ورود این اصطلاح به عرصه عمومی شده‌است. کارناوال عصر عاشورا به عنوان یکی از نمونه‌ای از کاربرد مباهته در ایران معاصر مشهور است.